# Štír dolomitský
Štír dolomitský (Euscorpius alpha) je druh štíra, který byl dříve popisován jako poddruh štíra německého (E. germanus), ale díky genetickým testům bylo zjištěno že se jedná o samostatný druh. Vyskytuje se v alpských regionech severní Itálie na sever od řeky Adige. Obývá kamenité horské oblasti. Tento štír bodne pouze ve vzácných případech a jeho jed je pro člověka a většinu zvířat neškodný.